# Henriette Jæger
Henriette Jæger, född 30 juni 2003, är en norsk friidrottare som tävlar i kortdistanslöpning. Vid europamästerskapen inomhus 2025 tog hon silver på 400 meter och vid världsmästerskapen inomhus 2025 tog hon brons i samma gren.
Jæger har det norska rekordet på 400 meter med tiden 49,62 sekunder, satt på Diamond League-galan i Oslo 12 juni 2025.